# CAR-15
CAR-15 (Colt Automatic Rifle-15) — сімейство автоматичних гвинтівок, заснованих на системах AR-15 (M16), випущена компанією Colt в 1968 році. Оригінальний CAR-15 (прийнятий на озброєння під позначенням XM-177E1 Commando) випускався під час В'єтнамської війни, після якої серія отримала продовження (див. Варіанти).

## Історія

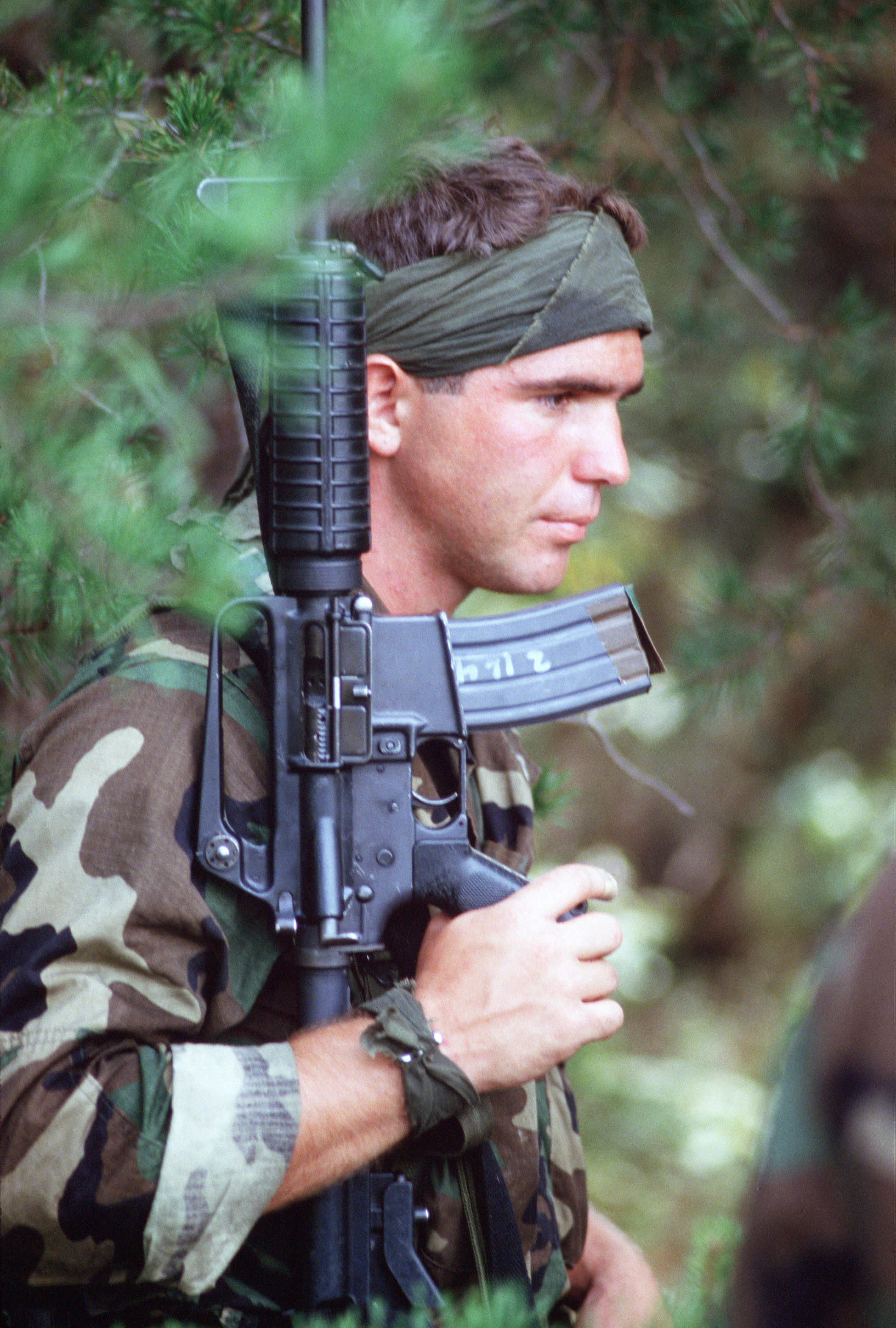
Морський котик з Colt Commando (1987)

Створення нового карабіну почалося на вимогу американських сил спеціального призначення. Для зменшення габаритів інженери вкоротили ствол M16 з 508 до 254 мм, а фіксований приклад замінили на телескопічний, завдяки чому зброя стала коротше ще на 76 мм. У іншому новий CAR-15 був ідентичним до M16. Спеціально для ВПС США на основі CAR-15 компанія Colt розробила варіант CAR-15 Survival rifle, який призначався для пілотів літаків і вертольотів як зброя виживання на ворожій території. Цей варіант мав металевий нескладний приклад, цівку з круглим насіченням і укорочений варіант пістолетного руків'я.
Досвід використання автомата в реальних умовах війни у В'єтнамі показав низку недоліків нової конструкції. Через короткий ствол, який не забезпечував повного згоряння пороху, автомат видавав занадто гучний звук пострілу, а великий спалах сліпив стрільця. Крім того, ці недоліки швидко демаскували бійця. Вирішенням стало встановлення нового, подовженого полум'ягасника. У цьому вигляді (під найменуванням XM-177E1 Commando) гвинтівка була прийнята на озброєння Армії США.
Різні модифікації Colt Commando перебувають на озброєнні Сил спеціальних операцій США досі. Також обмежено використовуються арміями інших країн: Ізраїлю, Філіппін, В'єтнаму тощо.

## Конструкція
З точки зору конструкції, сімейство CAR-15 мало чим відрізняється від M16: така ж сама ствольна коробка з алюмінієвого сплаву, що складається з двох частин, таку ж автоматику з прямим відведенням порохових газів у затворну раму і поворотний затвор з 8 бойовими упорами. Серед відмінностей можна назвати цівку з трубчастим насіченням і виключно телескопічний металевий висувний приклад, оскільки поворотна пружина знаходиться в самому прикладі.
Перша серійна модель — ХМ-177Е1, мала ствольну коробку від M16E1, у якій був реалізований досилач затвора. Пізніше, з прийняттям на озброєння штурмових гвинтівок M16A2 і M16A3, нові варіанти Commando отримали нові ствольні коробки, з відбивачами стріляних гільз і універсальною напрямною замість інтегрального руків'я для перенесення (типу M16A3).

## Варіанти
- CAR-15 Survival rifle — варіант CAR-15 для пілотів USAF. Відмінності — фіксований металевий приклад, цівку круглого перерізу і укорочене пістолетне руків'я.
- XM-177E1 Commando — модернізований варіант з подовженим полум'ягасником, цівкою трубчастого перетину, металевим телескопічним прикладом, ствольною коробкою з досилачем затвора від М16Е1.
- XM-177E2
- Colt Commando — варіант з подовженим стволом.

## Оператори
- США
  - Сили спеціальних операцій США
- В'єтнам
- Ізраїль
- Філіппіни